# Josef Schurz
Josef Schurz (* 23. Dezember 1924 in Zeltweg; † 11. Juni 2016) war ein österreichischer Wissenschaftler und einer der bekanntesten Cellulosechemiker.

## Leben
Josef Schurz wurde 1924 in Zeltweg in der Steiermark geboren. Nach dem Wehrdienst studierte er Chemie und Pharmazie und promovierte 1951 mit Auszeichnung in physikalischer Chemie. Anschließend arbeitete er zwei Jahre als Research Fellow bei H.F. Mark in Brooklyn und danach bis 1954 als Forschungschemiker bei den Vereinigten Glanzstoff-Fabriken.
Im Jahr 1958 habilitierte er und wurde 1966 nach mehreren Studienaufenthalten im Ausland zum a.o. Professor ernannt. 1969 wurde Schurz als Professor und Direktor an das Institut für Makromolekulare Chemie der TH Darmstadt berufen. 1974 erhielt er die Berufung als Ordinarius und Vorstand an das Institut für physikalische Chemie der Universität Graz, wo er von 1976 bis 1980 Dekan der naturwissenschaftlichen Fakultät war.
Josef Schurz war mit Grete Schurz verheiratet, mit der er die Söhne Gerhard und Robert hatte.

## Wirken
Zu seinen bedeutendsten wissenschaftlichen Leistungen zählt die Erforschung von konzentrierten Lösungen hochpolymerer Stoffe. Seine Forschungsergebnisse fanden in der Optimierung von Produktionsprozessen ihren Niederschlag, ebenso bei der Aufklärung, welche Bedeutung die für die Bewegungsfähigkeit wichtige Synovialflüssigkeit bei rheumatisch erkrankten Gelenken hat.
Josef Schurz war Mitglied der Österreichischen Akademie der Wissenschaften sowie Mitglied in der Gesellschaft Österreichischer Chemiker, der Gesellschaft Deutscher Chemiker und Partner in der wissenschaftlichen Vereinigung Sigma Xi.

## Auszeichnungen
- Erwin Schrödinger-Preis der ÖAW
- Wilhelm Exner Medaille des Österreichischen Gewerbevereins
- Hermann F. Mark Medaille des Österreichischen Forschungsinstituts für Chemie und Technik
- Österreichisches Ehrenkreuz für Wissenschaft und Kunst I. Klasse
- Großes Goldenes Ehrenzeichen des Landes Steiermark

## Publikationen
- 2004: Schurz, Josef; Life - A Complex Polymer System. Journal of Polymer Science A, Bd. 42, S. 471–478
- 1996: Schurz, Josef; Rheology of Synovial Fluids and Substitute Polymers; Journal of Macromolecular Science A, Bd. 33, S. 1249–1262.
- 1993: Schurz, Josef; Structure Rheological Investigations of Segment Interaction in Polymer Solution of the Network Type; Makromolekulare Chemie, Symposia, Bd. 58, S. 153–165.
- 1991: Schurz, Josef; Rheology of Polymer Solutions of the Network Type Progress in Polymer Science, Bd. 16, S. 1–53.